# Bel-lu-dari
Bel-lu-dari (akad. Bēl-lū-dāri, w transliteracji z pisma klinowego zapisywane mEN-lu-da-ri; tłum. „Niechaj pan będzie wieczny”) – wysoki dostojnik za rządów Tiglat-Pilesera III (744-727 p.n.e.), gubernator prowincji Tille; z asyryjskich list i kronik eponimów wiadomo, iż w 730 r. p.n.e. sprawował urząd limmu (eponima). 